# سوزا يونغ غيتس
سوزا يونغ غيتس (بالإنجليزية: Susa Young Gates)‏ (18 مارس 1856، سولت ليك في الولايات المتحدة - 27 مايو 1933)؛ سفرجات، مؤرخة وروائية أمريكية. درست في جامعة يوتا.